# Megaselia cirratula
Megaselia cirratula är en tvåvingeart som beskrevs av Schmitz 1948. Megaselia cirratula ingår i släktet Megaselia och familjen puckelflugor. Arten är reproducerande i Sverige. Inga underarter finns listade i Catalogue of Life.